# Tatort (Dortmund)
Seit 2012 ist Dortmund der Hauptschauplatz von mehr als 20 Fernsehfilmen, die im Rahmen der Krimireihe Tatort erschienen. Sie werden vom Westdeutschen Rundfunk (WDR) verantwortet.
Angeführt wird das Hauptfigurenensemble der Dortmunder Tatorte seit Beginn vom Kriminalhauptkommissar Peter Faber, gespielt von Jörg Hartmann. Neben Faber ermittelt seit 2021 die Hauptkommissarin Rosa Herzog, verkörpert von Stefanie Reinsperger. Bereits ausgeschieden aus der Reihe sind die Ermittler Daniel Kossik, gespielt von Stefan Konarske (bis 2018); Nora Dalay, gespielt von Aylin Tezel (bis 2020); Martina Bönisch, gespielt von Anna Schudt (bis 2022) und Jan Pawlak, gespielt von Rick Okon (2018–2024);
Nach Essen (Kommissar Haferkamp, 1974–80) und Duisburg (Horst Schimanski, 1981–91) ist Dortmund die dritte Ruhrgebietsstadt, in der in der Tatort-Reihe ermittelt wird. Markant für die Dortmunder Tatort-Filme ist die horizontale Erzählweise, in der sich einzelne Handlungsstränge über mehrere Folgen erstrecken.

## Aktuelles Team

### Peter Faber
Kriminalhauptkommissar Peter Faber, gespielt von Jörg Hartmann, ist der letzte verbliebene Akteur des Dortmunder-Tatort-Ursprungsteams. Ursprünglich Dezernatsleiter, ist er inzwischen nur noch einfacher Ermittler (siehe unten).

### Rosa Herzog

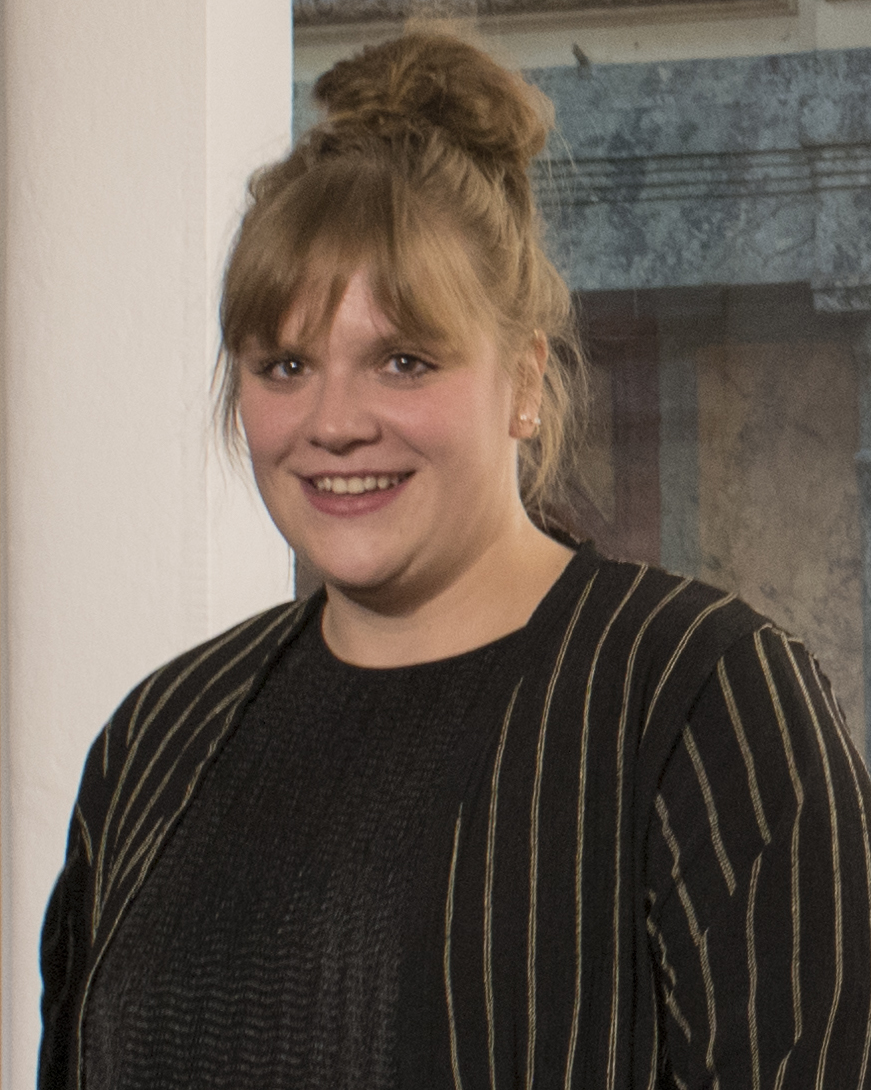
Stefanie Reinsperger spielt Rosa Herzog

Kriminalhauptkommissarin Rosa Herzog, dargestellt von Stefanie Reinsperger, die in der Folge Heile Welt ihren ersten Auftritt hat, tritt in die Fußstapfen von Nora Dalay. Herzog versteht sich sogleich gut mit ihrem Kollegen Jan Pawlak. Hingegen gibt es mit Martina Bönisch zunächst Probleme, die die beiden Kommissarinnen aber relativ schnell hinter sich bringen können. Herzogs Mutter ist eine seit Jahrzehnten untergetauchte RAF-Terroristin, die Herzog schließlich der Polizei ausliefert.

### Ira Klasnić
Kriminalhauptkommissarin und Dezernatsleiterin Ira Klasnić, dargestellt von Alessija Lause. Die kroatischstämmige Kriminalhauptkommissarin übernahm ihre Funktion gegen Ende der Folge Cash, als Chefin tatsächlich in Aktion trat sie erstmals in der nächsten Folge Made in China. Klasnić befürwortet flache Hierarchien, betont aber, dass diese immer noch Hierarchien blieben und dass sie als „Boss“ das letzte Wort habe.

## Ursprungsteam

### Peter Faber

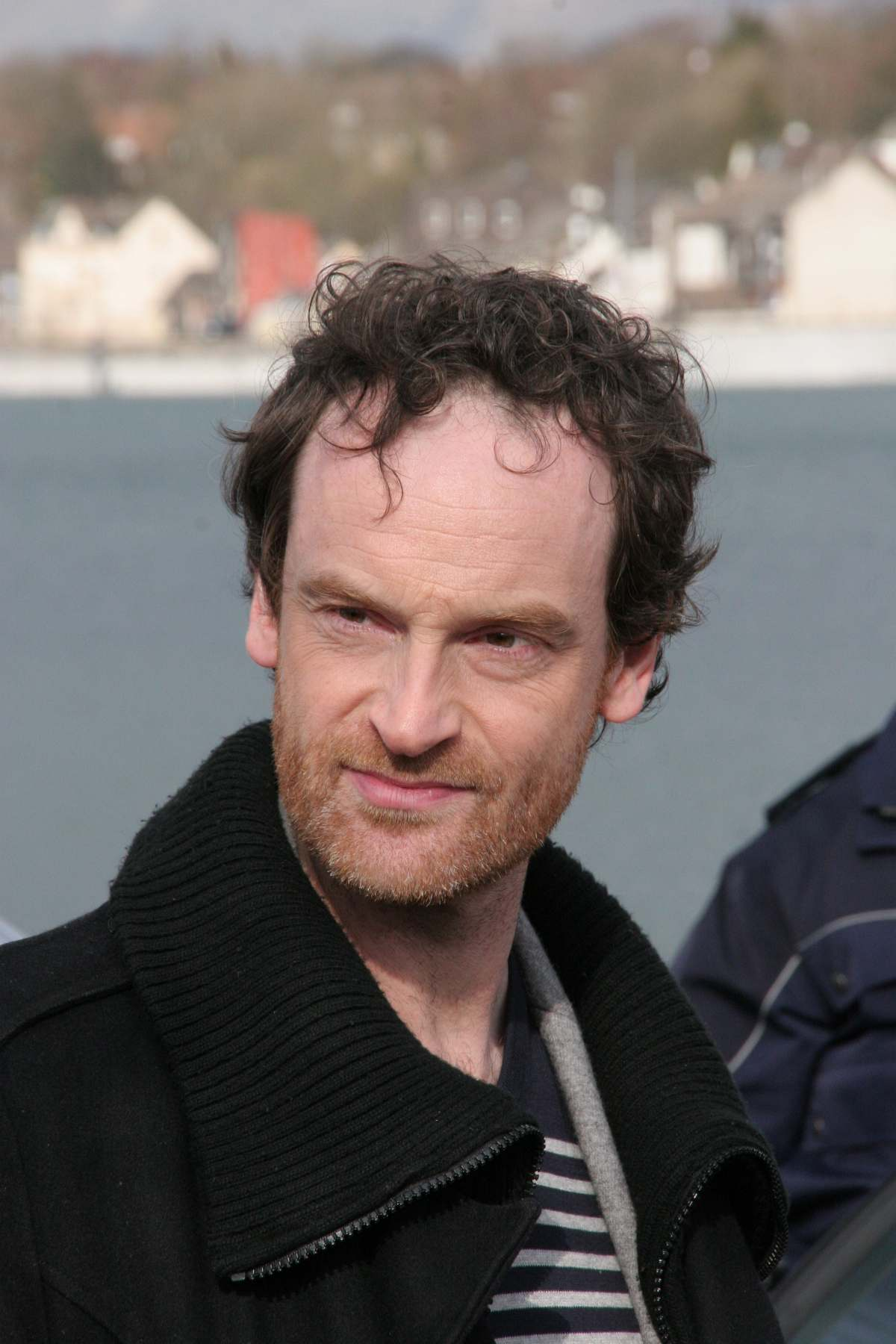
Jörg Hartmann als Peter Faber

Peter Faber, der Mitte der 1960er-Jahre als Sohn von Josef und Lore Faber in Dortmund geboren wurde und auch dort aufwuchs, verließ die Stadt 1987 etwa zum Zeitpunkt, als dort die letzte Zeche geschlossen wurde. Nachdem er als Kriminalhauptkommissar etwa zehn Jahre Chef der Mordkommission in Lübeck gewesen war, kehrte er in seine Heimatstadt zurück, um die Leitung der Mordkommission zu übernehmen. Faber hat Frau und Tochter bei einem Verkehrsunfall verloren, was ihn gezeichnet und verändert hat. Erst in Du bleibst hier (2023) wird deutlich, dass Faber außerdem mit zehn seine Mutter verlor und seinen Vater dafür verurteilt, ihn mit 12 in ein Internat „gesteckt“ zu haben. Seine Depression versucht er mittels eines Antidepressivums zu kontrollieren, hat jedoch immer wieder schwere Ausraster.
Faber wohnt in einem Hochhaus, wobei es ihm egal ist, wie es in seiner Wohnung aussieht. Ein Kollege umschrieb den Zustand mit den Worten „als wohne dort ein Penner“. Pakete, die ihm aus Lübeck nachgeschickt worden sind, liegen noch lange ungeöffnet in seiner Wohnung herum. Faber legt weder Wert darauf, wie er aussieht, noch ist es ihm wichtig, was er isst. Seinen alten Parka scheint er rund um die Uhr zu tragen. Der Kommissar fährt zunächst einen silberfarbenen Saab 900, ab der Folge Heile Welt vom 21. Februar 2021 einen Opel Manta B.
Um sich nicht mit dem Verlust seiner Familie auseinandersetzen zu müssen, fokussiert sich Fabers Leben auf seinen Beruf, der allein ihm ein wenig Halt gibt und seine Gedanken gelegentlich in eine andere Richtung lenkt. Mit seinen neuen Kollegen Nora Dalay und Daniel Kossik gerät er anfangs oft aneinander. Sie nehmen ihm indirekt übel, dass nicht ihrer sehr geschätzten Kollegin Bönisch die Leitung der Mordkommission übertragen wurde. Dass Martina Bönisch eigentlich erste Wahl für die vakante Stelle war, aber abgelehnt hat, erfahren sie erst zu einem späteren Zeitpunkt. Weil Faber nicht gut im Team arbeiten kann, keinen Widerspruch duldet und erwartet, dass seinen Anweisungen widerspruchslos gefolgt wird, gibt es vor allem zwischen ihm und Kossik, der ein Meister der Provokation ist, immer wieder Reibereien.
Gewöhnungsbedürftig ist auch Fabers Art, sich in die Psyche eines Täters hineinversetzen zu wollen. Gemeinsam mit der Kollegin Martina Bönisch, die als Gegenpart fungiert, sprechen beide laut die vermuteten Gedanken des Täters und des Opfers aus. In der Hauptkommissarin hat er beruflich den idealen Gegenpart gefunden. Die Zusammenarbeit mit den weiteren Kollegen, bei denen er als „Kotzbrocken“ verschrien ist, muss er sich erst erarbeiten.
In der Folge Auf ewig Dein wird enthüllt, dass der Verkehrsunfall von Fabers Frau und Tochter ein Mordanschlag war. Markus Graf, der Sohn eines Mannes, den Faber vor vielen Jahren hinter Gitter gebracht hatte, steckte hinter dem Verbrechen. Nachdem es Faber gelungen ist, Graf zu überführen, und er für dessen Inhaftierung gesorgt hat, bereitet der nach einiger Zeit seinen Ausbruch vor. In Tollwut schafft er dies durch einen raffinierten und zugleich perfiden Plan. Fortan gilt Fabers Bestreben dem Ergreifen von Markus Graf, was schließlich in Monster gelingt.
Faber scheint allmählich Gefallen an Martina Bönisch zu finden, zum Ende von In der Familie (Teil 1) umarmt er sie. In Heile Welt holt er sie zu Beginn mit seinem neuen Opel Manta ab. Während der ganzen Folge fällt auf, dass Faber gar nicht mehr so miesepetrig drauf ist wie gewohnt. Zum Folgenende will Faber sie wieder abholen, doch sie gibt ihm einen Korb, denn KTU-Leiter Sebastian Haller tritt aus ihrem Haus und fährt sie. In Liebe mich! küssen sich die beiden. In der Folge stirbt Martina Bönisch später durch einen Bauchschuss.

### Martina Bönisch

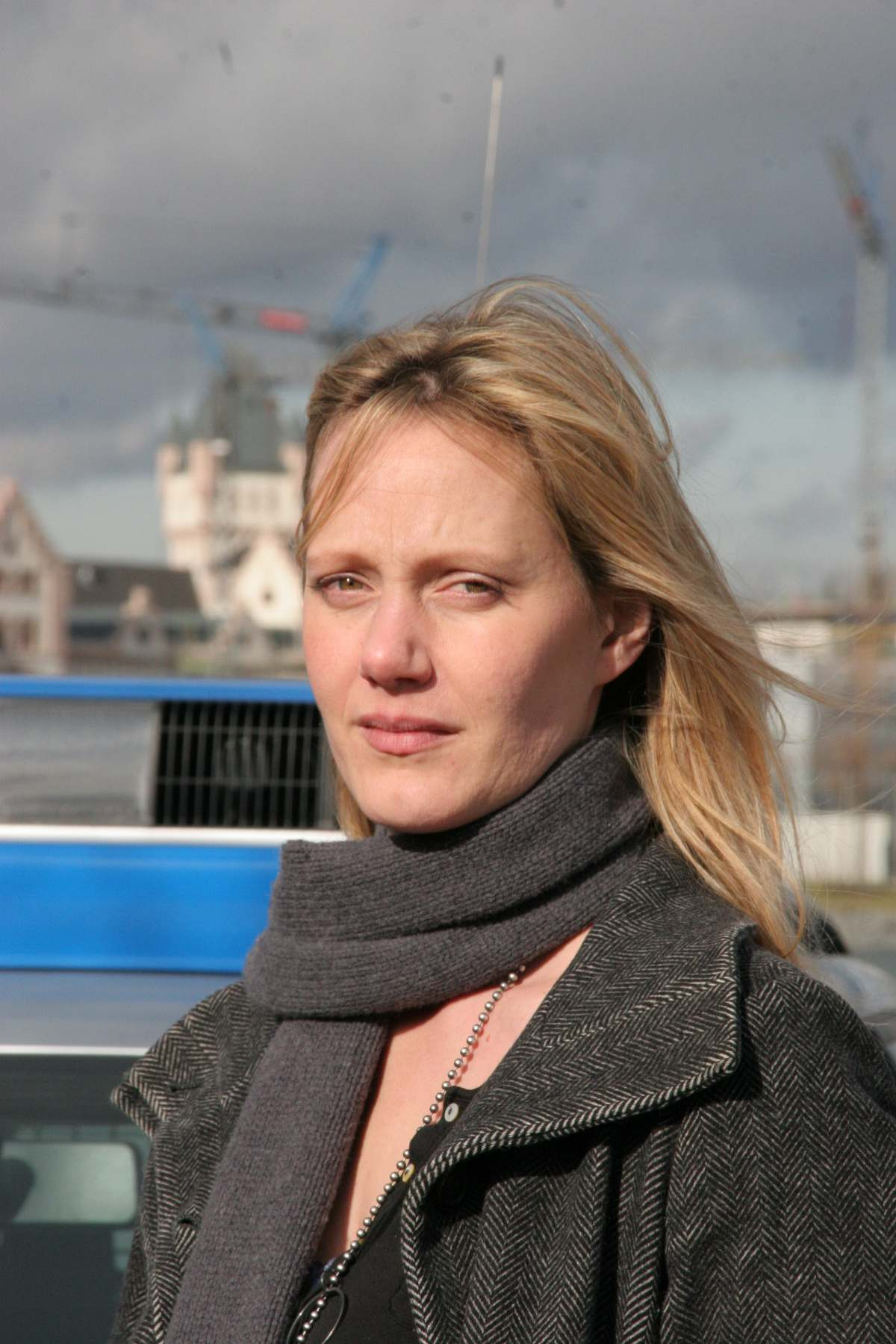
Anna Schudt als Martina Bönisch

Kriminalhauptkommissarin Martina Bönisch, die schon seit geraumer Zeit in der Dortmunder Mordkommission arbeitet, wurde die Leitung der Mordkommission bei Freiwerden der Stelle angetragen. Sie lehnte jedoch ab. Bönisch wurde am 12. Februar 1975 geboren. Ihre beiden Kinder sind 2012 16 und 12 Jahre alt. Vom Dienst aus regelt sie Haushalt und Familienleben übers Telefon, so dass sie sehr oft private Anrufe bekommt. Dass ihr Mann arbeitslos ist, verkompliziert ihre private Situation. Bönisch besucht mehrfach einen Callboy, der sie in der Episode Auf ewig Dein zu erpressen versucht. Ihr Mann trennt sich schließlich von ihr und die beiden Söhne entscheiden sich dazu, lieber bei ihrem Vater zu leben.
Die Kommissarin ist eine sehr toughe Frau, die nicht unbedingt immer selbst am Tatort ermittelt, sondern sich lieber in das Opfer hineinversetzt, um so Zugang zum Täter, mit dem sich Faber intensiver beschäftigt, zu finden. Dieser Dialog zwischen beiden führt oft zur Lösung ihrer Fälle.
Bönisch ist es, die vermittelnd eingreift, wenn es zwischen dem Einzelgänger Faber und dem ungestümen Kossik zu Konflikten kommt, die die Teamarbeit belasten. Sie macht beiden Seiten klar, dass sie ein solches Verhalten nicht dulden will und kann und dass die Aufklärung eines Falles Vorrang haben muss.
In der Folge Heile Welt wirft Bönisch ein Auge auf den neuen KTU-Leiter Sebastian Haller, der auch eine Nacht bei ihr verbringt; seinetwegen gibt sie Faber einen Korb. Haller will danach nicht akzeptieren, dass eine Beziehung zu ihr nicht zustande kommt und reagiert eifersüchtig auf die Annäherung Fabers an Bönisch.
In der Folge Liebe mich! wird Bönisch im Schlussakt durch einen Bauchschuss getötet.

### Nora Dalay

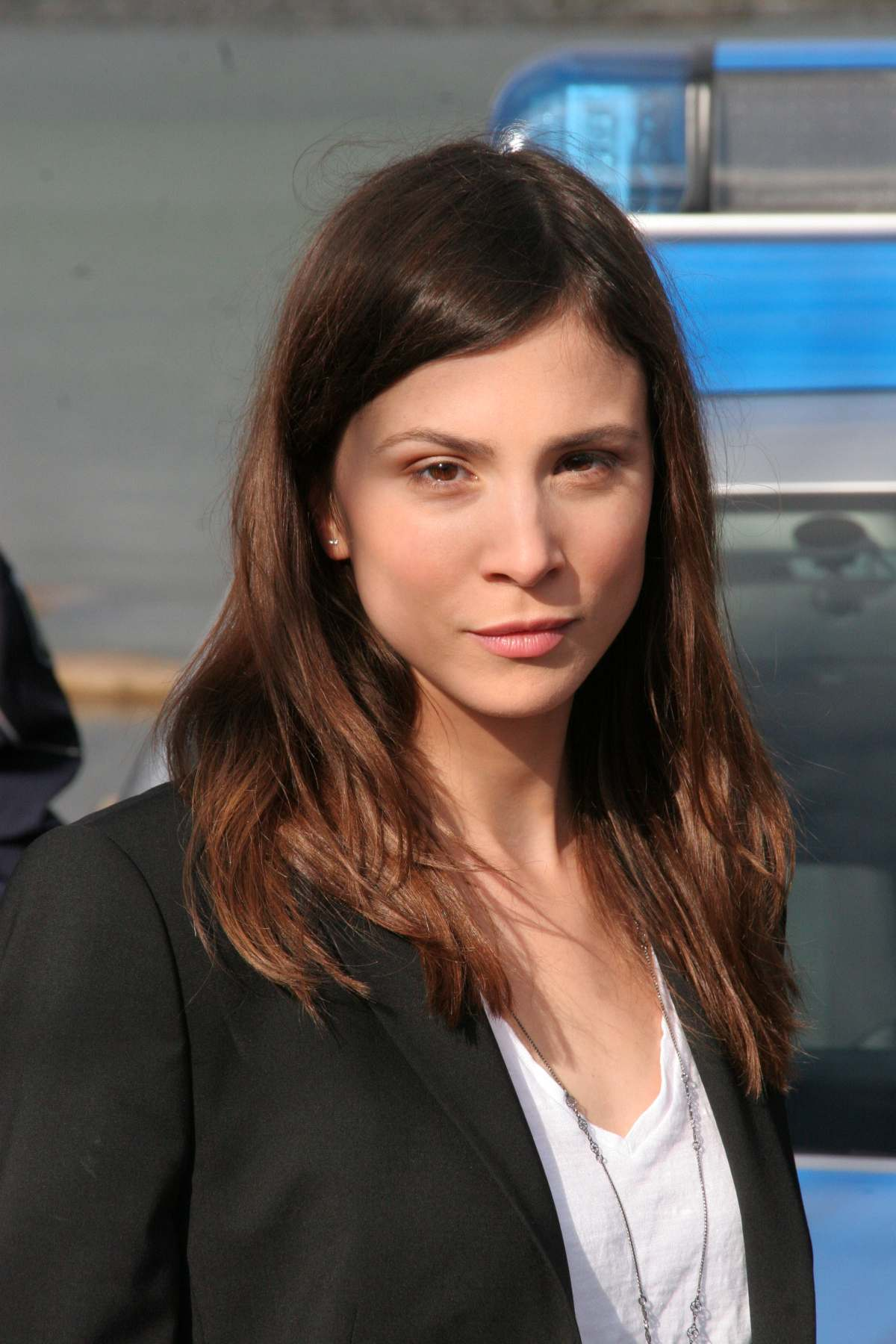
Aylin Tezel als Nora Dalay

Die Mitte der 1980er-Jahre in Dortmund geborene Nora Dalay entstammt einer deutsch-türkischen Familie. Sie lebt in der Nordstadt, einem sozialen Brennpunkt Dortmunds, und engagiert sich für bessere Bedingungen der dort ansässigen Menschen. Mit viel Ehrgeiz hat sie es bereits zur Kriminaloberkommissarin gebracht. Sie ist eine sehr engagierte Polizistin, die ihre Karriere stets im Blick hat, sich körperlich fit hält und keiner Aufgabe aus dem Weg geht.
Dalay hat sich in ihren Kollegen Daniel Kossik verliebt, der ihre Gefühle erwidert, ist sich aber nicht sicher, ob es gut ist, Privatleben und Beruf so eng zu verbinden. Deswegen versucht sie zunächst, die Verbindung geheim zu halten. Zu denken gibt ihr auch die Warnung Martina Bönischs, die das Verhältnis der beiden sogleich durchschaut hat. In der Folge Auf ewig Dein gerät die Beziehung in eine tiefe Krise, weil Dalay schwanger ist. Gegen den Willen von Kossik entscheidet sie sich für eine Abtreibung, an der die Beziehung zerbricht. In der Folge Hydra wird sie von Neonazis überfallen. Der brutale Anschlag trifft sie dort, wo es doppelt wehtut: „ausgerechnet auf dem Teil ihres Körpers, in dem vor Monaten noch ihr Embryo heranwuchs, prangt jetzt ein riesiges Hakenkreuz“, so Rainer Tittelbach.
Dalay, die unter Panikattacken leidet, wurde nach dem Weggang Kossiks der Anti-Faber-Part überschrieben. „Erst war es der Sohn, der gegen den Vater aufbegehrt, jetzt probt die Tochter den Aufstand und droht damit, ebenfalls das Elternhaus zu verlassen“, beschreibt Tittelbach Dalays Idee, Kossik zum LKA zu folgen. „Dabei hat sie zuletzt noch die Rolle von Papas Liebling genossen. Jetzt scheint Nora ein schlechtes Gewissen gegenüber Daniel zu haben und nimmt deshalb stellvertretend seine Rolle ein.“
Im Zuge folgenschwerer Fehlentscheidungen ihres Vorgesetzten Faber in der Tatort-Folge In der Familie (Teil I), durch die Dalays Kontaktperson ums Leben kommt, quittiert sie ihren Dienst.

### Daniel Kossik

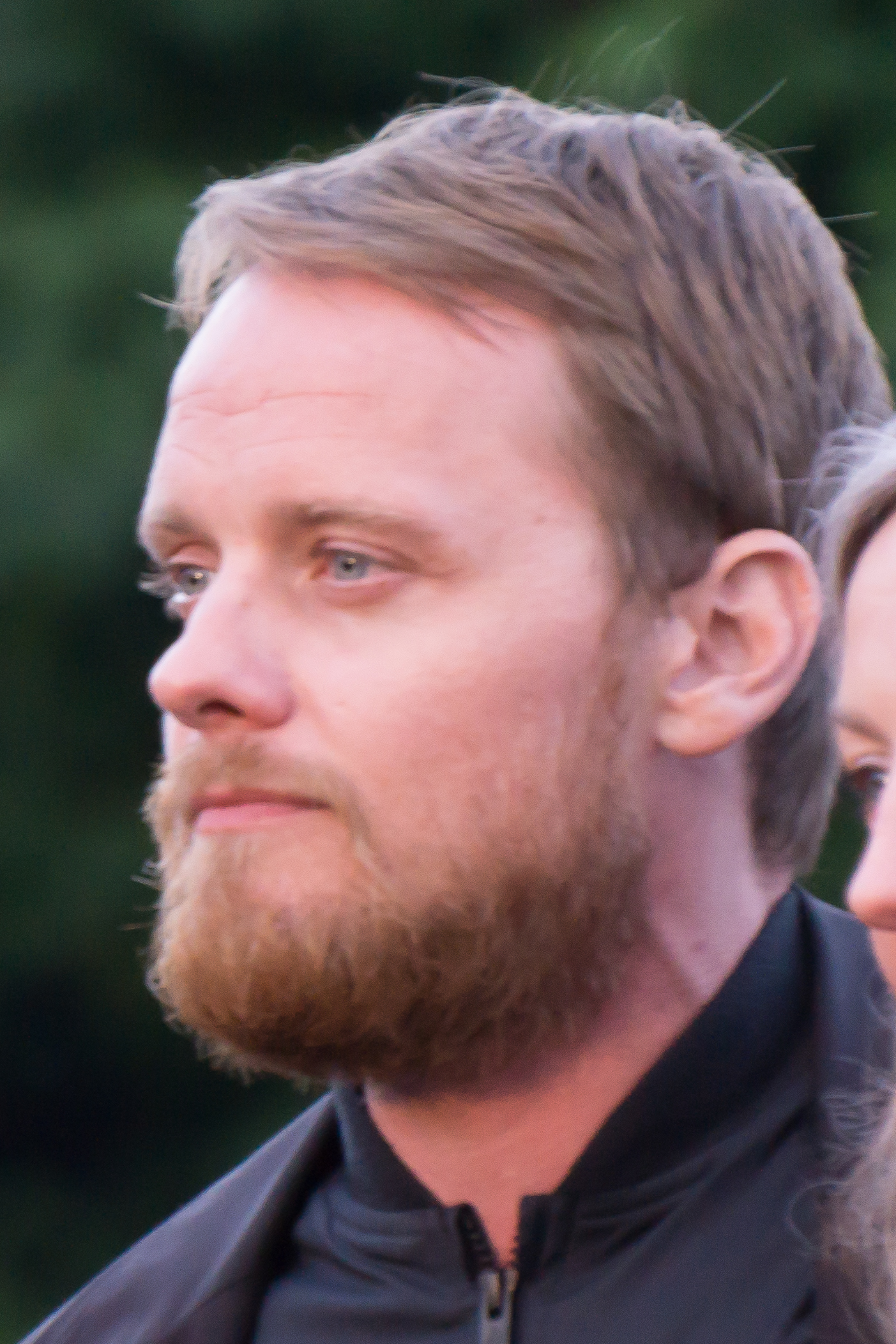
Stefan Konarske als Daniel Kossik

Daniel Kossik wurde Anfang der 1980er-Jahre als Sohn eines Bergmanns in Dortmund geboren und wuchs dort auf. Nachdem er sein Abitur auf der Abendschule nachgeholt hatte, wechselte er vom Streifenpolizisten in die Kommissarslaufbahn. Kossik ist BVB-Fan und besitzt eine Stehplatz-Dauerkarte für das Westfalenstadion. Für sein Mobiltelefon hat er die Fanhymne „Borussia Dortmund, du bist unser Leben“ gewählt. In Dortmund kennt sich der Oberkommissar besser aus als die meisten seiner Kollegen. Er ist ein eher lockerer Typ, der nicht lange um den heißen Brei herumredet.
Kossik ist es, der mit seinem neuen Chef Peter Faber die größten Schwierigkeiten hat, für ihn ist Faber ein „Psycho“. Ganz besonders übel nimmt er Faber, dass er Einsätze anordnet, ohne Rücksicht auf einen einigermaßen geregelten Feierabend zu nehmen oder darauf, ob Heimspiele des BVB angesetzt sind. Er ist verliebt in seine Kollegin Nora Dalay, die Beziehung beider zerbricht aber.
In der Folge Sturm wird bekannt, dass er sich zum LKA Düsseldorf versetzen lassen will. Jedoch wird er in der Folge lebensgefährlich durch mehrere Kugeln verletzt – der Zuschauer erfährt erst in der Folge Tollwut, dass er überlebt hat und tatsächlich nach Düsseldorf gegangen ist. In der Folge Abstellgleis kehrt Kossik als Ermittler des Landeskriminalamtes zurück.

### Jan Pawlak

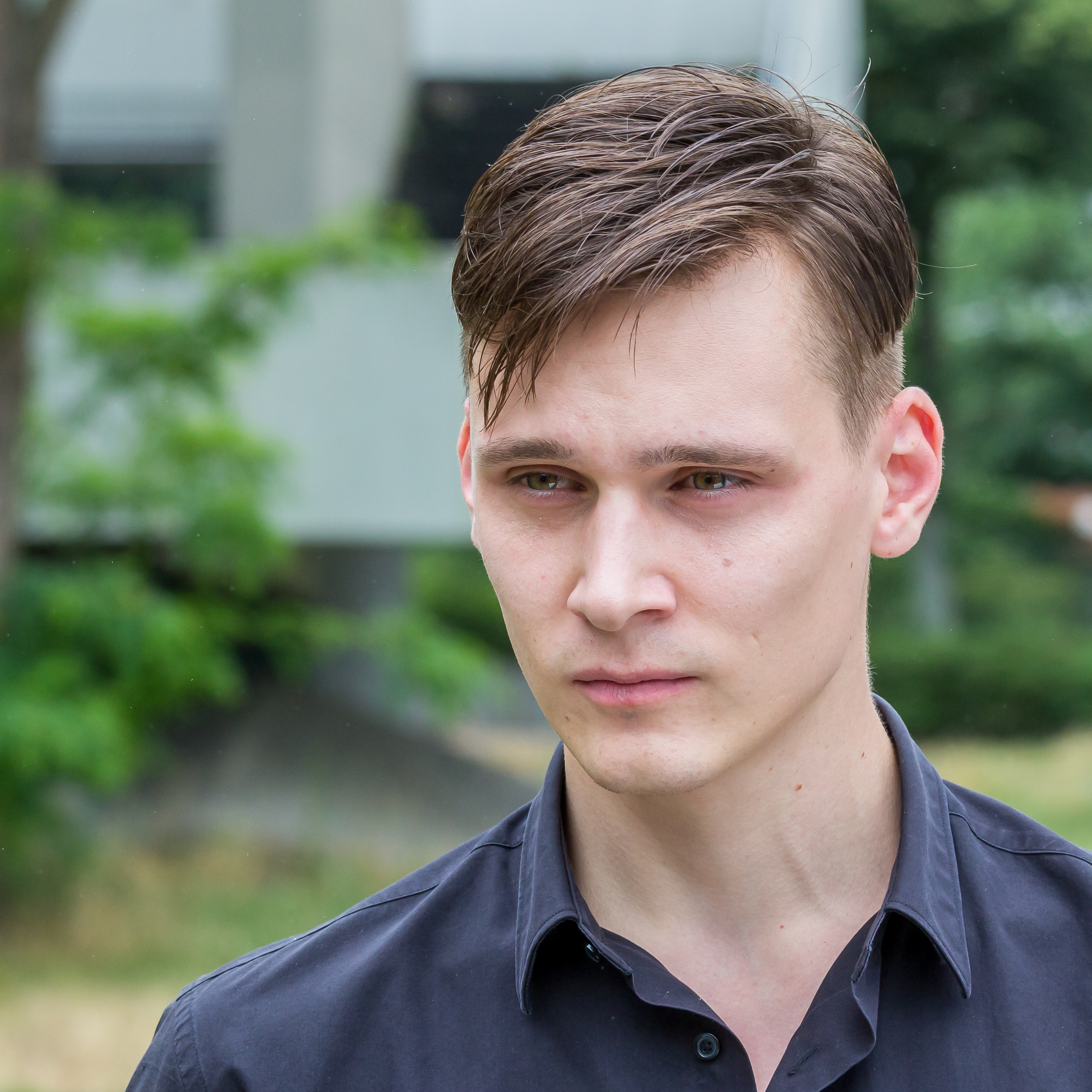
Rick Okon als Jan Pawlak

In der Folge Tollwut tritt Oberkommissar Jan Pawlak, gespielt von Rick Okon, erstmals als verdeckter Ermittler auf. Er wird in der Folge Tod und Spiele, jetzt im Dienstgrad eines Kriminalhauptkommissars, Teil des Dortmunder Ermittlerteams, womit er die Nachfolge von KOK Daniel Kossik antritt, sodass das Team wieder vier Kommissare umfasst. Jan Pawlak ist verheiratet mit Ella Pawlak, die an einer Drogensucht leidet. Ihre gemeinsame Tochter Mia wird als Sechsjährige in der Folge Monster Opfer einer Entführung. Ella verlässt die Familie und Pawlak gerät mit seiner Schwiegermutter in einen Streit um das Sorgerecht für Mia, welches vor Gericht zu Gunsten seiner Schwiegermutter entschieden wird. In der Folge Cash gibt er schließlich seinen Beruf auf und flüchtet mit Mia.

## Weitere Figuren

### Aktuelle
- Rechtsmedizinerin Greta Leitner, Darstellerin: Sybille J. Schedwill.
- Staatsanwalt Matuschek, Darsteller: Moritz Führmann.

### Ehemalige
- KTU-Leiter Sebastian Haller, Darsteller: Tilman Strauß, seit der Folge Heile Welt. Haller hofft nach einer Liebesnacht mit Kommissarin Bönisch auf eine Beziehung mit ihr, die sie jedoch ablehnt. Haller will die Zurückweisung nicht akzeptieren und reagiert eifersüchtig auf die sich zwischen Faber und Bönisch anbahnende Beziehung. Dies geht soweit, dass er relevante Fallinformationen nicht rechtzeitig weitergibt, was zu den tödlichen Schüssen auf Bönisch führt. Haller wird deswegen entlassen, klagt aber erfolgreich auf Wiedereinstellung. In der Folge Abstellgleis wird er ermordet.
- Rechtsmediziner Prof. Dr. Jonas Zander, Darsteller: Thomas Arnold. Zander ist ein abgeklärter, häufig sarkastisch wirkender Rechtsmediziner. Laut Bönisch schämt sich Zander für seinen Beruf, was dieser jedoch verneint. Zander ist Single und versucht häufig Kolleginnen, insbesondere Martina Bönisch, zu einem Date zu überreden. Seine Versuche scheitern jedoch, auch bei Dalay. Zander erkrankt als Gefängnisarzt in der Folge Tollwut am Rabiesvirus und stirbt daran.
- Erster Kriminalhauptkommissar Hans Krüger, Kommissariatsleiter, Darsteller: Robert Schupp. Er wird in der Folge Hydra festgenommen, da er interne Daten weitergegeben hat und sogar zum Mörder wurde.

## Schauspieler

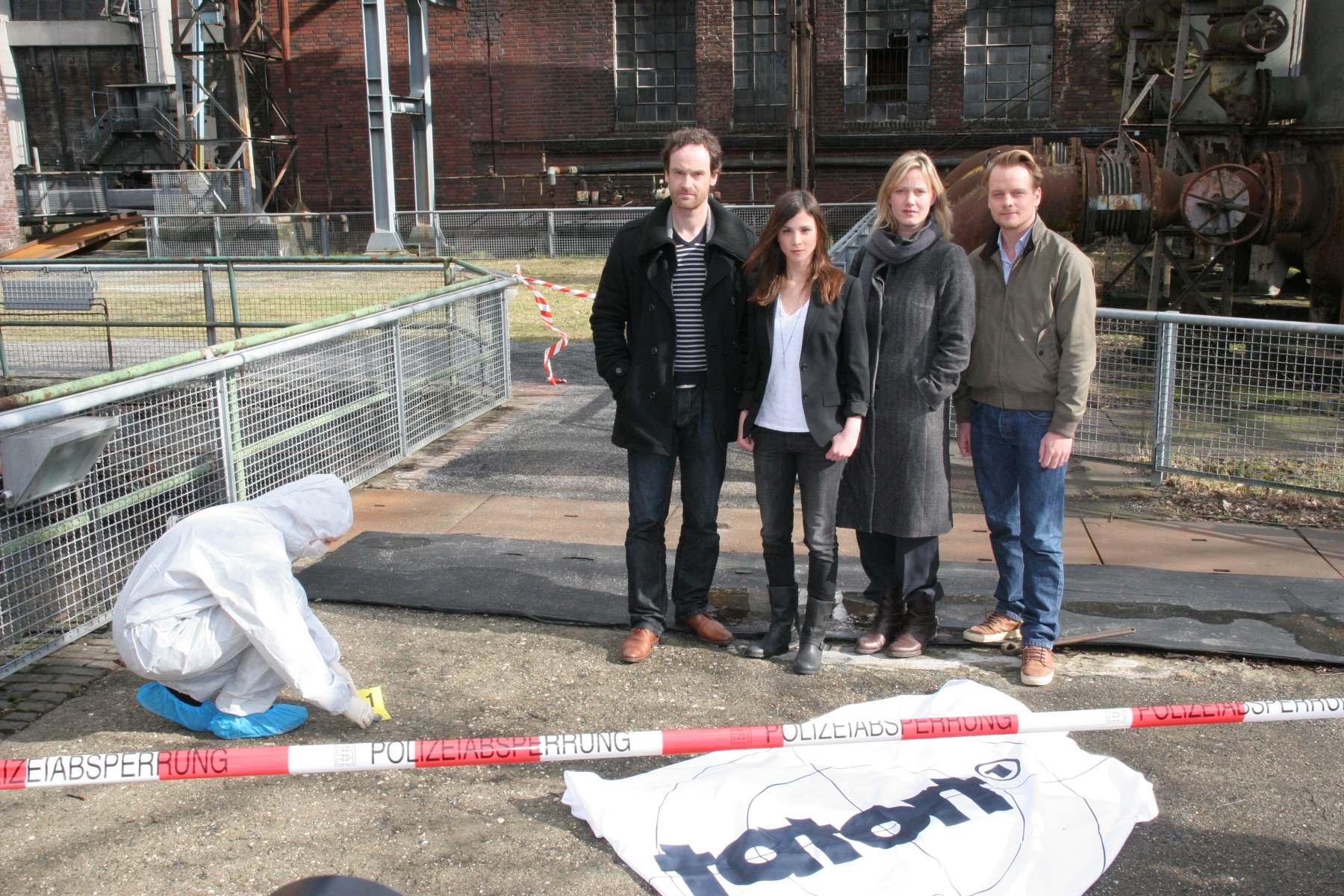
Hartmann, Tezel, Schudt und Konarske

Bevor Jörg Hartmann die Rolle als Tatortkommissar übernahm, war er bereits in mehreren Folgen der Reihe zu sehen. So spielte er 2009 im Hannover-Tatort … es wird Trauer sein und Schmerz, 2010 im Münsteraner Tatort Spargelzeit, 2011 im Leipziger Tatort Nasse Sachen und im Münchener Tatort Ein ganz normaler Fall. Hartmann hat selbst Einfluss auf das Rollenprofil des von ihm verkörperten Kommissars genommen, der vielschichtig gezeichnet ist, und gibt diesem nur schwer durchschaubaren Charakter ein adäquates Gesicht.
Anna Schudt spielte 2004 bereits im Ludwigshafener Tatort Abgezockt, 2005 im Kölner Tatort Schürfwunden, 2007 im Hamburger Tatort Investigativ und zwei Jahre später im Kölner Tatort Familienbande.
Aylin Tezel spielte 2007 in der umstrittenen Hannoveraner Tatort-Folge Wem Ehre gebührt eine schwangere Deutschtürkin, deren Schwester ermordet wurde. Mit 28 Jahren, bei Drehbeginn ihrer Rolle als Nora Dalay, zählt Tezel neben Ulrike Folkerts zu den bisher jüngsten Darstellerinnen von Tatort-Ermittlerinnen. Im Februar 2019 hat der WDR bekannt gegeben, dass Aylin Tezel 2020 aus der Tatort-Reihe aussteigt, der 16. Fall des Dortmunder Teams war ihr letzter.
Vor seinem Einsatz als Kriminaloberkommissar Daniel Kossik spielte Stefan Konarske bereits in mehreren Tatort-Folgen mit. So 2006 im Frankfurter Tatort Das letzte Rennen, 2009 in Heimwärts mit den Leipziger Ermittlern Saalfeld und Keppler, 2010 im Kieler Tatort Borowski und die Sterne und 2011 im Ludwigshafener Tatort Im Abseits. Am 10. August 2016 gab er bei der Premiere des Tatorts Zahltag seinen Abschied vom Dortmunder Tatort bekannt. Sein letzter Tatort wurde im April 2017 ausgestrahlt. Nach seinem Ausstieg aus dem Dortmunder Tatort spielte Konarske 2018 im Frankfurter Tatort Unter Kriegern mit. 2024 kehrt Konarske als Ermittler des LKA wieder zurück.
Rick Okon hatte 2008 eine Nebenrolle in der Tatort-Folge Und Tschüss, sowie 2013 in Freunde bis in den Tod. 2016 war er in dem Fall Kartenhaus aus Köln zu sehen.
Stefanie Reinsperger war 2019 schon einmal im Tatort Borowski und das Glück der Anderen zu sehen.
Malick Bauer kommt 2024 als Ermittler vorerst für die Folge Tatort: Abstellgleis neu hinzu.
In der Folge "Feuer" gehört er erneut zum Ermittlerteam.

## Folgen
| Folge | Titel                   | Erstausstrahlung | Folge | Drehbuch                               | Regie              | Themen und Besonderheiten |
| ----- | ----------------------- | ---------------- | ----- | -------------------------------------- | ------------------ | --- |
| 01    | Alter Ego               | 23. Sep. 2012    | 0844  | Jürgen Werner                          | Thomas Jauch       | Thematisiert Homophobie und unterdrückte persönliche Homosexualität |
| 02    | Mein Revier             | 11. Nov. 2012    | 0849  | Jürgen Werner                          | Thomas Jauch       | Behandelt die Drogenkriminalität sowie Konflikte zwischen alten und neuen Migranten. |
| 03    | Eine andere Welt        | 17. Nov. 2013    | 0886  | Jürgen Werner                          | Andreas Herzog     | Thematisiert das Verhältnis armer und reicher Milieus. |
| 04    | Auf ewig Dein           | 2. Feb. 2014     | 0898  | Jürgen Werner                          | Dror Zahavi        | Fabers Geheimnis um seine Vergangenheit wird gelöst. Fabers Widersacher Markus Graf erscheint zum ersten Mal. |
| 05    | Hydra                   | 11. Jan. 2015    | 0931  | Jürgen Werner                          | Nicole Weegmann    | Thematisiert die Neonazi-Szene in Dortmund. |
| 06    | Schwerelos              | 3. Mai 2015      | 0946  | Ben Braeunlich                         | Züli Aladağ        | Behandelt das Lebensgefühl in der Base-Jumping-Szene. |
| 07    | Kollaps                 | 18. Okt. 2015    | 0958  | Jürgen Werner                          | Dror Zahavi        | Thema ist Fremdenfeindlichkeit und Drogenkriminalität. |
| 08    | Hundstage               | 31. Jan. 2016    | 0973  | Christian Jeltsch                      | Stephan Wagner     | Thema ist Kindesentführung. |
| 09    | Zahltag                 | 9. Okt. 2016     | 0996  | Jürgen Werner                          | Thomas Jauch       | Thema ist der Rockerbandenkonflikt. |
| 10    | Sturm                   | 17. Apr. 2017    | 1019  | Sönke Lars Neuwöhner, Martin Eigler    | Richard Huber      | Thema ist vordergründig Islamistischer Terrorismus vor dem Hintergrund von Rache, Erpressung und Verführbarkeit. Letzter Fall mit Stefan Konarske als KOK Kossik.                                                                                       |
| 11    | Tollwut                 | 4. Feb. 2018     | 1046  | Jürgen Werner                          | Dror Zahavi        | Thema ist eine Tollwutinfektion im Gefängnis. Faber wird zum zweiten Mal mit dem mutmaßlichen Mörder seiner Familie, Markus Graf, konfrontiert. Erster Auftritt von Rick Okon als verdeckter LKA-Ermittler Jan Pawlak.                                  |
| 12    | Tod und Spiele          | 7. Okt. 2018     | 1067  | Wolfgang Stauch                        | Maris Pfeiffer     | In dieser Folge wird die Thematik der illegalen Sportkämpfe tschetschenischer Staatsangehöriger in Deutschland aufgegriffen. Jan Pawlak wird als KHK Mitglied des Ermittlungsteams.                                                                     |
| 13    | Zorn                    | 20. Jan. 2019    | 1081  | Jürgen Werner                          | Andreas Herzog     | Die Folge thematisiert das Ende des Steinkohlenbergbaus im Ruhrgebiet, die Reichsbürger-Bewegung sowie den Umgang des Verfassungsschutzes mit V-Leuten und dem Ermittlungsteam.                                                                         |
| 14    | Inferno                 | 14. Apr. 2019    | 1090  | Markus Busch                           | Richard Huber      | Die Handlung spielt an der Notaufnahme eines Krankenhauses. |
| 15    | Das Team                | 1. Jan. 2020     | 1115  | Jan Georg Schütte                      | Jan Georg Schütte  | Improvisierte Folge, in der Faber und Bönisch neben den Kommissaren Rettenbach, Mitschowski, Ziesing, Möller und Krusenstern in einem nicht näher genannten Ort in Nordrhein-Westfalen ermitteln. Gastauftritt von NRW-Ministerpräsident Armin Laschet. |
| 16    | Monster                 | 2. Feb. 2020     | 1119  | Jürgen Werner                          | Torsten C. Fischer | Fabers Widersacher Graf tritt zum dritten Mal auf und versucht, Faber zum Suizid zu erpressen; er wird am Ende der Episode erschossen. |
| 17    | In der Familie (Teil 1) | 29. Nov. 2020    | 1146  | Bernd Lange                            | Dominik Graf       | Jubiläumsfolge zum 50. Geburtstag der Tatort-Reihe. Die Dortmunder Kommissare ermitteln gemeinsam mit den Münchnern Batic und Leitmayr. Letzter Fall mit Aylin Tezel als KOKin Dalay.                                                                   |
| 18    | In der Familie (Teil 2) | 6. Dez. 2020     | 1147  | Bernd Lange                            | Pia Strietmann     | KHK Faber als einziger Dortmunder Ermittler gemeinsam mit den Münchnern Batic und Leitmayr. |
| 19    | Heile Welt              | 21. Feb. 2021    | 1157  | Jürgen Werner                          | Sebastian Ko       | Erste Folge mit Stefanie Reinsperger als KHKin Rosa Herzog. Erstmals wird die COVID-19-Pandemie in einer Tatort-Folge erwähnt. |
| 20    | Masken                  | 28. Nov. 2021    | 1180  | Arnd Mayer und Claudia Matschulla      | Ayşe Polat         | |
| 21    | Gier und Angst          | 2. Jan. 2022     | 1185  | Sönke Lars Neuwöhner und Martin Eigler | Martin Eigler      | |
| 22    | Liebe mich!             | 20. Feb. 2022    | 1190  | Jürgen Werner                          | Torsten C. Fischer | Letzter Fall mit Anna Schudt als KHKin Martina Bönisch. |
| 23    | Du bleibst hier         | 15. Jan. 2023    | 1222  | Jörg Hartmann und Jürgen Werner        | Richard Huber      | Premiere am 27. August 2022, Dortmunder Filmnächte auf Phoenix West. |
| 24    | Love is Pain            | 23. Apr. 2023    | 1234  | Bob Konrad und Hanno Hackfort          | Sabine Bernardi    | |
| 25    | Cash                    | 18. Feb. 2024    | 1262  | Jürgen Werner                          | Sebastian Ko       | Premiere am 2. Dezember 2023 auf dem Kinofest Lünen. Letzter Fall mit Rick Okon als KOK Jan Pawlak. Einführung Alessija Lauses als KHKin und VE-Führerin Ira Klasnić.                                                                                   |
| 26    | Made in China           | 26. Dez. 2024    | 1286  | Wolfgang Stauch                        | Jobst Oetzmann     | Alessija Lauses erster Fall als Fabers und Herzogs neue Vorgesetzte Ira Klasnić. |
| 27    | Abstellgleis            | 30. März 2025    | 1298  | Jürgen Werner                          | Torsten C. Fischer | Gastauftritt von Stefan Konarske als Daniel Kossik |
| 28    | Feuer                   | 9. Juni 2025     | 1305  | Markus Busch                           | Nana Neul          | |